# Bohnice (tvrz)
Bohnická tvrz je zaniklé šlechtické sídlo v Praze 8.

## Historie
Ve 13. století držely ves Bohnice benediktinky z kláštera svatého Jiří na Pražském hradě. Později byly bohnické dvory v majetku světské vrchnosti a také měšťanů, například v letech 1368-1386 staroměstské patricijské rodiny Olbramoviců.
Zmínka o tvrzi je z roku 1521, kdy Jan Vratislav z Mitrovic prodal „pustý bohnický dvůr s věží pustou“ Jiříku Královi.